# Otto Bayer

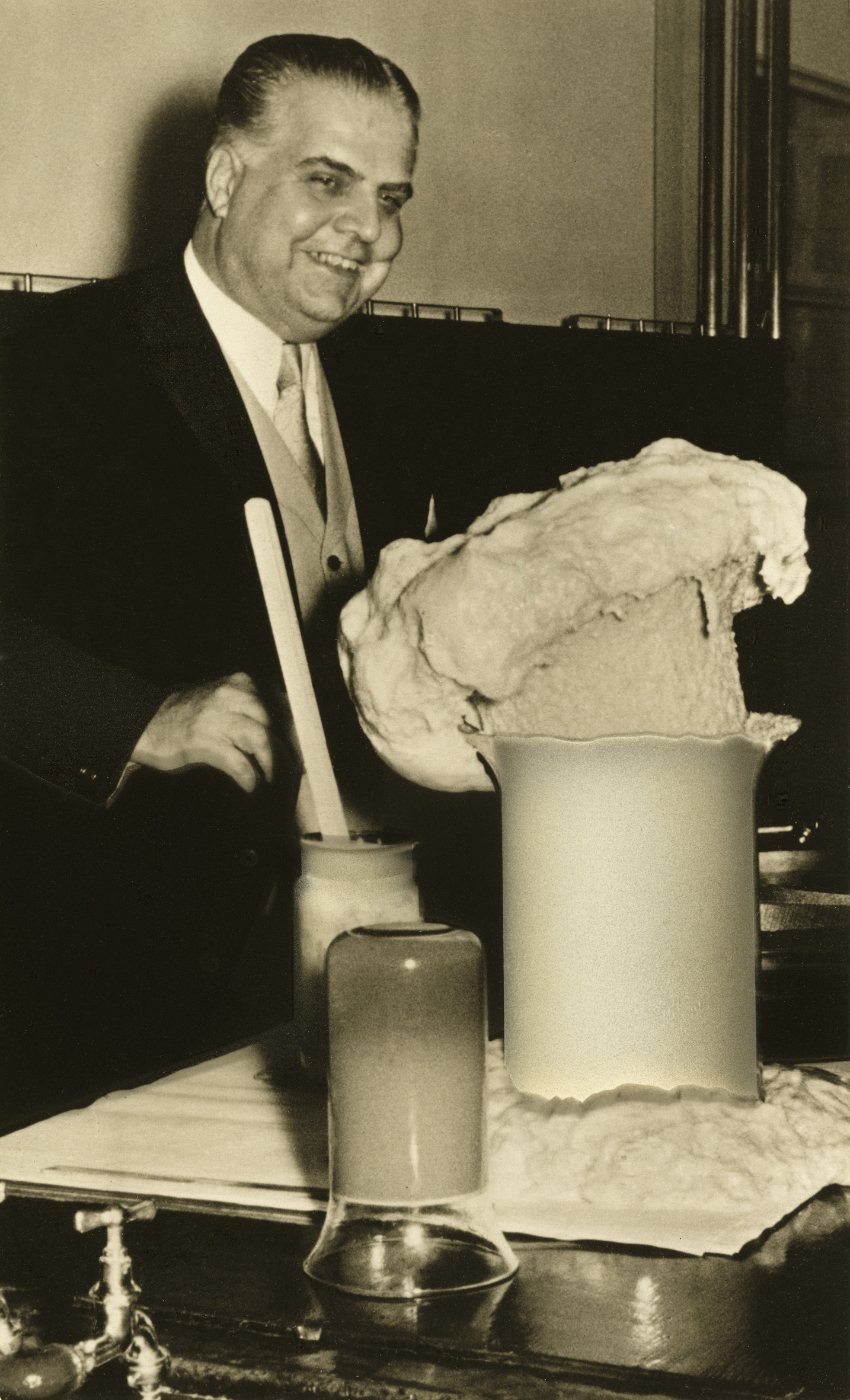
Otto Bayer demonstriert 1952 seine Entdeckung (von 1937), das Polyurethan

Otto Bayer (* 4. November 1902 in Frankfurt am Main; † 1. August 1982 in Burscheid) war ein deutscher Chemiker, der wesentliche Beiträge zur chemischen Technologie in Deutschland leistete.

## Leben
Er studierte Chemie und wurde 1924 an der Universität Frankfurt am Main bei Julius von Braun promoviert.
1937 entdeckte er die Polyaddition für die Polyurethansynthese und später einen Weg zur Direktsynthese von Acrylnitril für die Produktion der Polyacrylnitrilfaser.
Ab 1933 war er in verschiedenen Leitungsfunktionen in Einrichtungen der IG-Farbenindustrie tätig. Otto Bayer war nicht mit Friedrich Bayer, dem Gründer der Bayer AG, verwandt. Er war Mitglied der Straßburger Turnerschaft Cheruscia im CC zu München, die während seines Studiums in Frankfurt am Main residierte.
In seinem Testament verfügte Otto Bayer die Gründung der Otto-Bayer-Stiftung, die seit 1984 regelmäßig den Otto-Bayer-Preis verleiht.

## Auszeichnungen
Für seine Arbeiten auf dem Gebiet der technischen Polymersynthese und für die Entwicklung neuer technischer Werkstoffe (Polyurethane) erhielt er zusammen mit Walter Reppe und Karl Ziegler 1960 den Werner-von-Siemens-Ring.
1960 erhielt er die Carl-Duisberg-Plakette, 1975 die Charles Goodyear Medal der American Chemical Society.